# سن-ژان-پلا-د-کر
سن-ژان-پلا-د-کر (به فرانسوی: Saint-Jean-Pla-de-Corts) یک کمون در فرانسه با جمعیت ۱٬۷۷۵ نفر است که در Canton of Céret واقع شده‌است.